# 恆春姬春蟬
恆春姬春蟬（学名：Euterpnosia koshunensis）为蟬科姬春蟬屬下的一个种，曾有5月於屏東恆春地區出現之紀錄（加藤正世，Kato），公蟬體長約23（0.91英寸），母蟬體長約17（0.67英寸），體態特徵類似太平姬春蟬但體型較小，額唇基具黑色中紋，第8腹節具白粉，臺灣特有種。